# Pirata de ostras

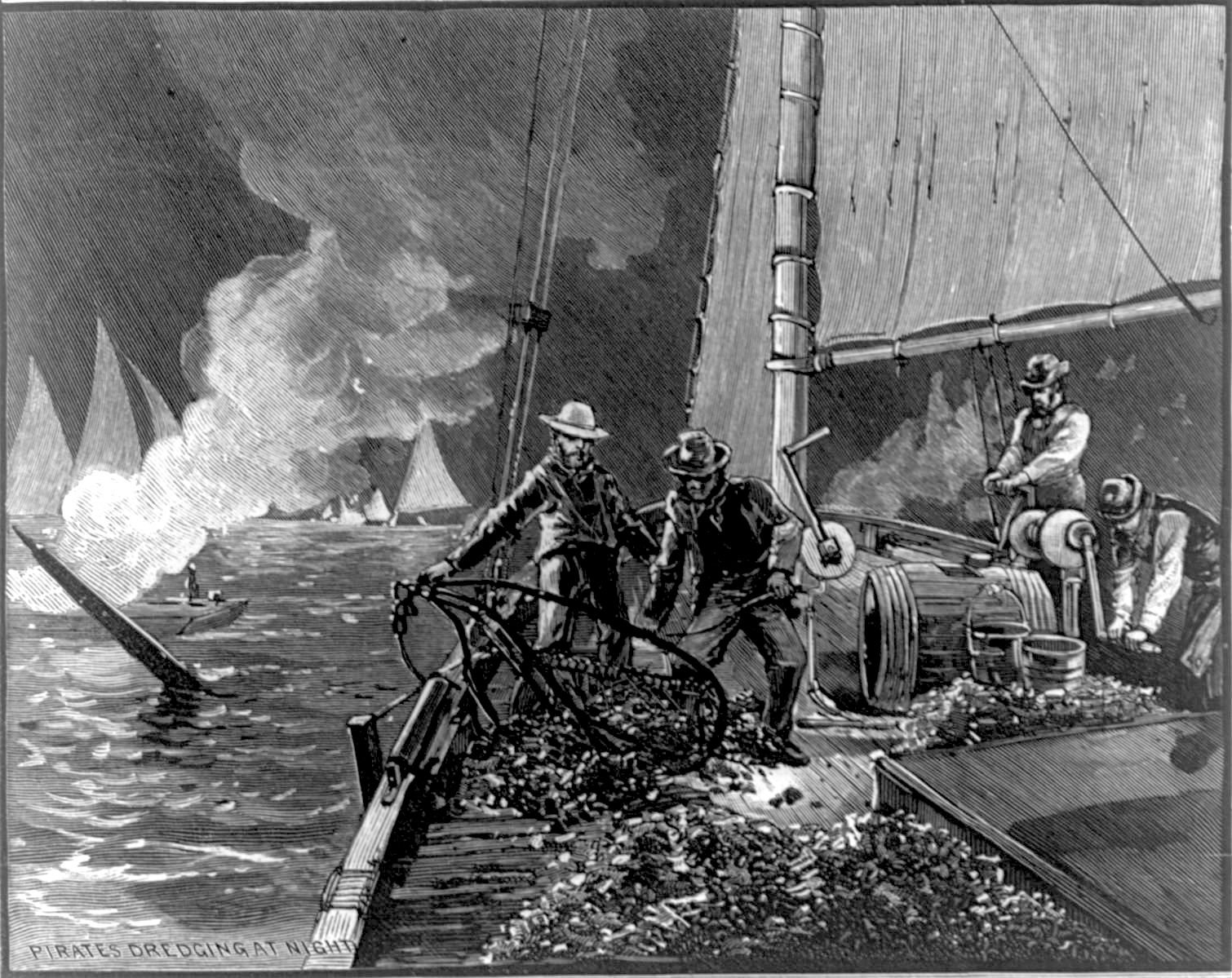
Piratas de ostras en la bahía de Chesapeake en 1884

Se conoce como pirata de ostras a las personas que se dedican a la pesca furtiva de ostras. Se trata de un término que se popularizó tanto en la costa oeste de Estados Unidos como en la costa este durante el siglo XIX.

## La bahía de San Francisco y Jack London
El término "pirata de ostras" aparece en varias obras literarias de Jack London. London solía utilizar el término sin dar explicaciones ("Yo quería estar donde soplaban los vientos de la aventura. Y los vientos de la aventura soplaban las balandras de los piratas de ostras arriba y abajo de la bahía de San Francisco"). Quienes escriben acerca de London también utilizan el término sin dar explicaciones ("era marinero, cazador de focas, vagabundo, vigilante de pesca, pirata de ostras, trabajador en una fábrica de conservas, presidiario, boxeador y buscador de oro").
En el contexto de la vida de Jack London, se refiere a un conjunto específico de condiciones peculiares de la industria de la ostra en la bahía de San Francisco en la década de 1880. Aunque la bahía de San Francisco tenía una ostra autóctona (la misma especie que se encuentra en otras partes de la costa del Pacífico), nunca fue muy abundante. A principios de la década de 1850, los empresarios empezaron a importar ostras de la bahía de Shoalwater (actual bahía de Willapa), en el territorio de Washington. Las ostras nativas de la costa oeste eran mucho más pequeñas y tenían un sabor diferente a las de la costa este. Cuando se completó el ferrocarril transcontinental, las grandes empresas pesqueras del este vendieron ostras jóvenes a empresarios de San Francisco, que compraron terrenos sumergidos al Estado de California y cultivaron ostras a partir de plantones del este trasplantados.
Ya en la década de 1880, el puñado de empresas ostrícolas que competían entre sí empezó a consolidarse en un único monopolio. La recolección de un bien privado en un espacio público, la bahía de San Francisco, dio lugar a la aparición de los piratas de ostras. Los piratas asaltaban los criaderos de ostras por la noche y vendían su botín en los mercados de Oakland por la mañana. Al público le disgustaban la Southern Pacific y los ostricultores, y le gustaban las ostras baratas. Como resultado, los piratas de ostras contaban con la simpatía del público y la policía se mostraba reacia a actuar contra ellos.
Jack London describió la piratería de ostras en sus "memorias alcohólicas" autobiográficas, John Barleycorn, en forma de ficción juvenil romántica en El crucero del Dazzler, y desde el punto de vista opuesto de la Patrulla Pesquera de California en el cuento "Incursión contra los ostreros furtivos", de Cuentos de la patrulla pesquera. La piratería de ostras también fue mencionada por Abraham Rothberg en una introducción a The Great Adventure Stories of Jack London (1967) y por Eric Hanson en A Book of Ages (2008) como una de las primeras ocupaciones de London tras abandonar una fábrica de conservas a los quince años. London tenía un barco que utilizaba para piratear ostras, cuya compra se financió con un préstamo de su niñera negra Virginia Prentiss.

## La costa este y la bahía de Chesapeake
Los piratas de ostras también operaron en la costa este de Estados Unidos a partir del siglo XVIII. Estas disputas se centraban a menudo en una mayor privatización de lo que habían sido derechos públicos, lo que proporcionó una inspiración obvia para las actividades posteriores de la costa oeste. Los piratas de ostras también aparecieron en la bahía de Chesapeake, especialmente desde la segunda mitad del siglo XIX hasta el siglo XX, durante las Guerras de las Ostras.